# فريدريش أوقست كاروس
فريدريش أوقست كاروس (بالألمانية: Friedrich August Carus)‏ (و. 1770 – 1807 م) هو طبيب، وعالم نفس، وفيلسوف، وأستاذ جامعي، وعالم عقيدة ألماني، ولد في باوتسن، توفي في لايبزيغ، عن عمر يناهز 37 عاماً.

## التعليم
تعلم في جامعة غوتينغن، وتعلم في جامعة لايبتزغ
.